# Biston centrisignata
Biston centrisignata là một loài bướm đêm trong họ Geometridae.